# Château de Réghaud
Le château de Réghaud, également connu sous le nom de Rigaud, est un château français situé dans la commune de Sénezergues, dans le département du Cantal en région d'Auvergne-Rhône-Alpes. Il fait l'objet d'une inscription au titre des monuments historiques depuis le 7 octobre 1931.

## Description

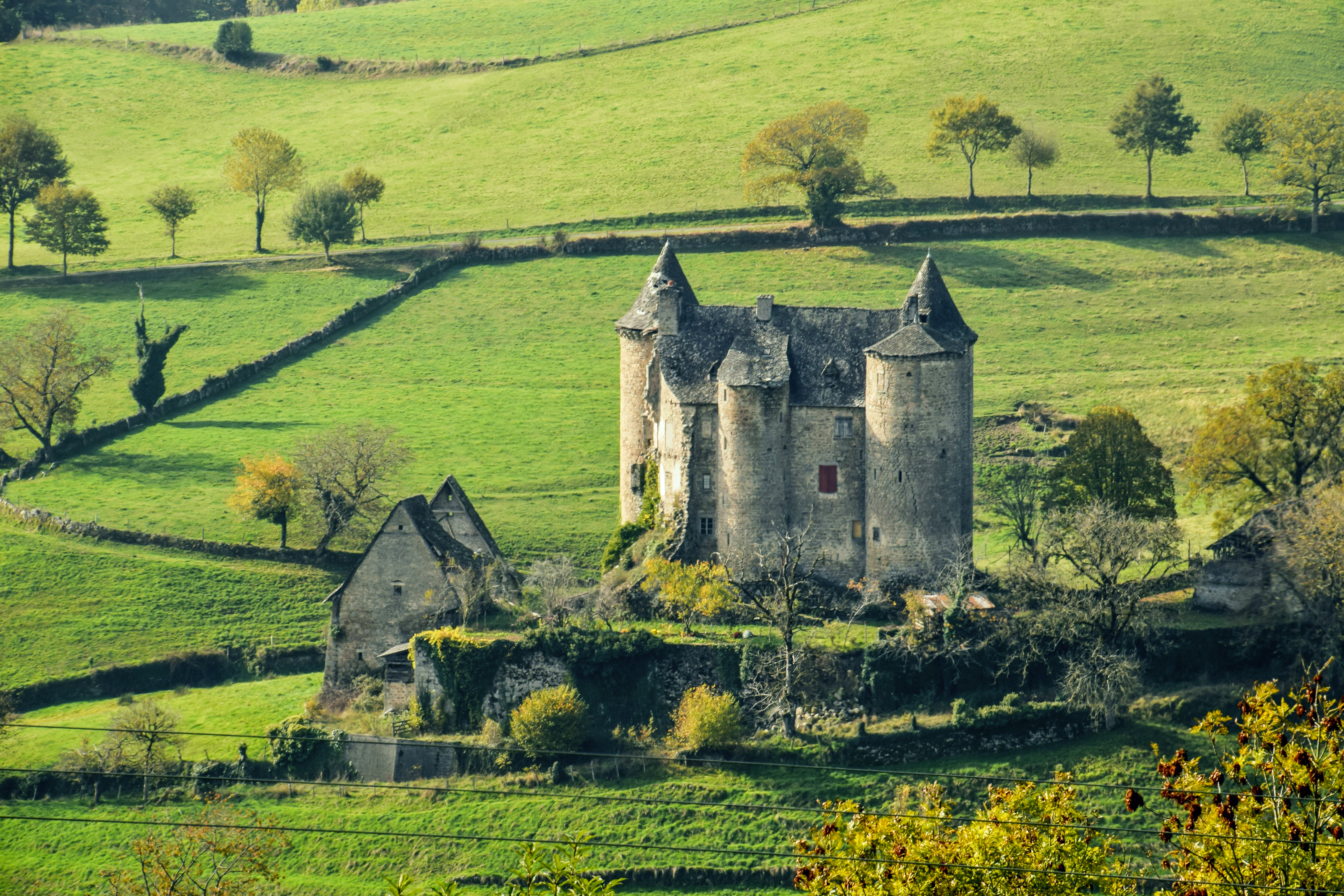
Le château vu de la colline voisine.

Château et ancien fief situé près du bourg, à flanc de coteau, il est vraisemblablement construit au XIIIe siècle. Il est une importante demeure seigneuriale quand il est ravagé par les Anglais quelques décennies plus tard. Elle sera reconstruite vers 1440 par Archambaud de la Roque. Le bâtiment, de plan rectangulaire, est alors flanqué de quatre tours armées de mâchicoulis et de créneaux. Malgré quelques altérations lors de la Révolution, ainsi que le comblement des fossés, il présente aujourd'hui une silhouette proche de l'origine.
La plus grosse tour est partiellement écroulée. L'accès au château s'effectue par un escalier jusqu'à une porte surmontée d'un écusson portant trois rocs d'échiquier, timbré d'une couronne mutilée en encadré de palmes. La partie inférieure des tours est voûtée en demi calotte sphérique. Le rez-de-chaussée du corps de logis est voûté sur croisée d'ogives. 
Le château est actuellement le siège d'une exploitation agricole.

## Historique
Le premier possesseur connu est Reghaud, chevalier, auteur de la famille de Réghaud, alias Régaux. Cette famille, qui était fidèle au parti catholique, a péri pendant les guerres de religion, et elle avait sa sépulture dans un monument situé près de l'église de Sénezergues. Ce monument a été fouillé, on y a trouvé une médaille à l'effigie d'Henri III et le galon d'un uniforme de ligueur.
Le château a ensuite appartenu à la famille de Sénezergues, probablement une branche bâtarde de la famille de La Rocque des seigneurs de Sénezergues.
- Guy de Sénezergues, seigneur de Réghaud, s'est marié en premières noces avec Jeanne de Ruir, dont Guillaume de Sénezergues, seigneur de Lacapelle-en-Vézie, et en secondes noces avec Marie Buffamène, dont cinq enfants ;
- Guillaume de Sénezergues, seigneur de Reghaud, marié en 1596 à Aurillac[3] avec Philiberte Dulaurens, fille de François Dulaurens, vice-bailli de Haute-Auvergne et de Léone de Cayrol, dont sept enfants :
  - Maître Jean de Sénezergues, avocat au bailliage et siège présidial d'Aurillac ;
  - Anne-Louise Réghaud de Sénezergues mariée en 1639 avec Louis Rougier, viguier d'Aurillac ;
  - Guillaume de Sénezergues, major de la Ville de Salins en Franche-Comté, il eut un bras emporté à la guerre et fut anobli par lettres patente de Louis XIV. Il s'est marié avec Marie-Antoinette de La Grange et ils habitaient au château de La Rodde ;
  - François de Sénezergues, sieur de Longuesserre ;
  - Françoise de Sénezergues, mariée en 1624 avec François de Verdelon, et en 1638 avec Pierre de Boschâtel, seigneur de Lamartinie ;
  - Pierre de Sénezergues, sieur de La Boigue, marié à Jeanne Cipière, dame de Vayrac ;
  - Marguerite de Sénezergues, mariée en 1654 avec François de Leygonie, seigneur de Rangouse.

## Visites
Le château ne se visite pas.